# Stéphane Darbion
Stéphane Darbion (Belley, 22 marzo 1984) è un ex calciatore francese, di ruolo centrocampista.

## Carriera
Ha giocato nella massima serie francese con le maglie di Montpellier e Troyes, mentre durante la sua militanza in Grecia ha giocato in massima serie con lo Skoda Xanthī e, in campo internazionale, con l'Olympiakos Volos.

## Palmarès

### Club

#### Competizioni nazionali
- Ligue 2: 1

Troyes: 2014-2015